# Intel VROC
Intel VROC, Virtual RAID on CPU — технология программно-аппаратного RAID, встроенного в некоторые процессоры разработки Intel. VROC сменил более ранний интеловский программный RAID Intel Rapid Storage Technology Enterprise (RSTe).
Intel разработала VROC для организации программных массивов RAID на твердотельных дисках NVME в серверах и рабочих станциях на процессорах Xeon Scalable.

## История
В первом кварте 2019 года Intel выпустила версию VROC 6.0, с этого времени технология программного RAID Intel Rapid Storage Technology enterprise (RSTe) объединена с VROC.

## Технология
Технология программного RAID VROC была разработана в Intel для поддержки программных массивов на дисках (SSD) NVME. Более ранняя интеловская технология RSTe тоже поддерживает диски NVME, но в ней эти диски работают не оптимально и не на самой высокой скорости.
В VROC используются следующие необязательные компоненты:
- Volume Management Device, VMD («устройство управления томами») — функция контроллера PCIe, встроенного в процессоры Intel Xeon Scalable; VMD в этой линейке процессоров разделён на три домена (VMD domain) по 16 линий PCIe в каждом; VMD требуется для поддержки загрузочных массивов, «горячего» подключения и отключения дисков и для управления индикацией на них, при этом VMD поддерживает только накопители производства Intel[3]
- RAID Write Hole, RWH — функция подпрограммы RAID, решающая проблему неконсистентности массива RAID-5 или RAID-6 в результате сбоя или отключения питания в процессе пересчёта и записи на диски блоков с контрольными суммами[1];

Чипсеты Intel поддерживают загрузку с массивов VROC, в том числе с массивов, собраных на SSD NVME.

### Ограничения
Управление массивами VROC на уровне BIOS (до загрузки операционной системы) требует установленного в материнскую плату ключа с лицензией VROC (только при установленном ключе в программе настройки BIOS появляется меню VROC, без ключа оно скрыто).
VROC поддерживает максимум 48 дисков при наличии коммутатора PCIe, без которого поддерживается 24 диска, но только 4 диска на один домен VMD.
VROC ограничивает число дисков в массивах:
- в массивах RAID-10 — 4 SSD;
- в массивах RAID-1 — 2 SSD.

Производительность массивов VROC (измерена в лаборатории Intel при чтении с массива RAID-0 из четырёх SSD):
- в Windows — максимум 1 млн. операций ввода-вывода в секунду[7];
- в Linux — максимум 2,5 млн. операций ввода-вывода в секунду[8].

Массивы VROC могут быть собраны не на любых дисках, список совместимости есть на сайте Intel.

## Поддержка в ОС
VROC поддерживается в Windows и Linux:
- в Windows есть программы с интерфейсами GUI и CLI;
- в Linux массивы VROC управляются mdadm;
- Intel выпустила для VROC программу Accelerated Storage Manager (ASM) с управлением черезх веб-интерфейс;
- Intel опубликовала подробную документацию к своему RESTful API к VROC.